# Whitewater (Missouri)
Whitewater – wieś w Stanach Zjednoczonych, w stanie Missouri, w hrabstwie Cape Girardeau.